# 谷歌拼音输入法
谷歌拼音輸入法是由谷歌中國實驗室開發，於2007年4月2日發佈的汉语拼音输入法。10月25日成为Google的正式产品之一。谷歌拼音输入法具有自动升级功能。

## PC版本
谷歌拼音輸入法1.0.15.0版盗用了搜狗拼音輸入法的詞庫，随后谷歌发布致歉声明。並於2007年4月9日發佈1.0.17.0版，稱改用了自家的詞庫。
随后，Google在其博客“Google 黑板报”上发布有兩份聲明，第一份是對盗用詞庫表示致歉明白卡，第二份則稱輸入法中包含Google工程師申請的專利。
谷歌拼音輸入法在PC端已經停止更新。2018年6月，網頁已將PC版撤下，然而安裝套件至今則仍可下載。PC版也無法登入Google帳號和使用其自動同步功能。

### 2.0新增功能
Google于2008年11月20日推出了谷歌拼音输入法V2.0版，新增了下列功能：
- 具有更强大的智能组句引擎，全新海量词库，进一步提高了选词准确率
- 主动为用户下载最符合用户输入习惯的语言模型
- 支持所见即所得的内嵌编辑模式
- 增加输入仪表盘功能，实时显示输入准确率，输入速度等参数
- 在重要节假日、纪念日显示Google风格的节假日徽标

### 3.0新增功能
Google于2011年1月28日推出了谷歌拼音输入法V3.0版，新增了下列功能：
- 提供英文写作助手功能。
- 暂时取消了内嵌编辑模式。

## Android版本
Google於2009年3月開放適用Android 1.5版本的拼音輸入法。
2018年3月和5月，Gboard分别发布Android和iOS版本更新，正式支持中文输入，包括拼音与注音等多种输入方式。Google拼音输入法自同年12月12日以后，未再发布新版本。